# Момир Рнић (рукометаш, 1987)
Момир Рнић (Зрењанин, 1. новембар 1987) је српски рукометаш, који игра на позицији левог бека. Наступао је за репрезентацију Србије.
Син је бившег југословенског рукометног репрезентативца Момира Рнића.

## Клупска каријера
Рнић је поникао у Пролетеру из Зрењанина, где је играо до 2008. када потписује четворогодишњи уговор са словеначким клубом Горењем из Велења. Већ у првој сезони са Горењем осваја титулу првака Словеније, иначе прву у историји клуба, и стиже до финала ЕХФ купа. Одиграо је још једну сезону за Горење, да би у лето 2010. прешао у екипу Цеља.
Након сезоне у Цељу, постаје играч немачког бундеслигаша Гепингена. У првој сезони са екипом Гепингена осваја ЕХФ куп. У другој сезони је стигао до полуфинала ЕХФ купа, али је са 59 постигнутих голова био најбољи стрелац овог такмичења, а најважнији погодак постигао је четвртфиналу, када је уз звук сирене обезбедио немачком тиму пролаз на завршни турнир. Три сезоне је провео у Гепингену, затим је исти период провео у екипи Мелзунгена док је током сезоне 2017/18. био играч Рајн–Некар Левена. Са Рајн–Некар Левеном је освојио Суперкуп и Куп Немачке, мада је због повреде пропустио цео други део сезоне.
Након што је због повреде одуствовао са терена шест месеци, Рнић се у августу 2018. године вратио у матични Пролетер, пред почетак такмичења у Супер Б лиги. Помогао је екипи Пролетера да после девет година избори пласман у највиши ранг, Суперлигу Србије. Рнић је проглашен за најбољег играча и стрелца Супер Б лиге. Убрзо након тога је потписао нови уговор како би предводио тим у Суперлиги. Са Пролетером у децембру 2019. осваја Куп Војводине, уз девет постигнутих голова у финалу против Јединства из Новог Бечеја. Током сезоне 2019/20. у Суперлиги Србије, Рнић је на 21 одиграној утакмици постигао 94 гола. За сезону 2020/21. је потписао уговор са Металургом из Скопља. У јуну 2021. се по други пут вратио у Пролетер.

## Репрезентативна каријера
Рнић је био члан кадетске репрезентације Србије и Црне Горе која је 2004. године освојила златну медаљу на Европском првенству у Београду. Са истом селекцијом је поновио успех и следеће године када је освојено злато на Светском првенству у Катару. Освојио је и златну медаљу на Медитеранским играма 2009. у Пескари.
Деби на велким такмичењима у дресу сениорске репрезентације Србије је имао на Светском првенству 2011. у Шведској. Био је део тима који је освојио сребрну медаљу на Европском првенству 2012. у Србији, а исте године је наступао и на Олимпијским играма у Лондону. У дресу сениора је наступао још и на Европским првенствима 2014. и 2016 године.